# Fenyves Károly
Fenyves Károly, születési és 1894-ig használt nevén Ferderber Károly (Ungvár, 1881 – Arad, 1949. június) magyar építész.

## Élete
Életéről kevés adat ismert. Ferderber József kereskedő fia. Családnevét apjával és testvéreivel (Gyula, Adél és Irén) együtt 1894-ben Fenyvesre magyarosította. Aradi családból származott. 1906-ban szerzett építőmesteri oklevelet. Később Aradon élt, majd az 1920-as években Temesvárott tervezett népies-romantikus részletekben gazdag, modern lakóházegyüttest.
Jelentős alkotása volt a Pancsovai zsinagóga. A hatalmas méretű épület a második világháborúban pusztult el.

## Ismert épületei

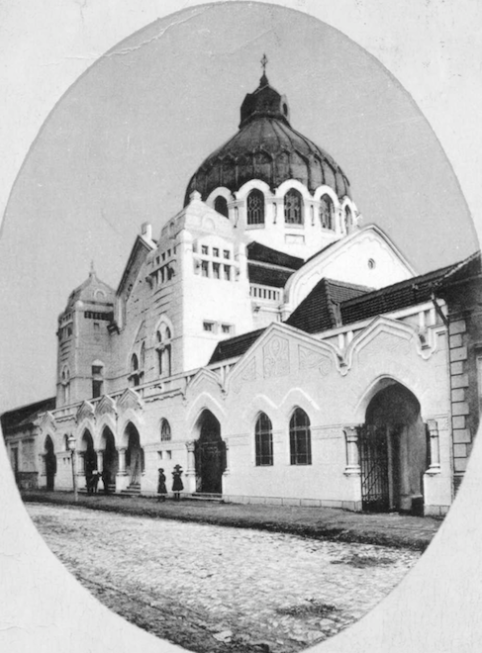
Zsinagóga, Pancsova

- 1906: zsinagóga kupolája, Újvidék (a zsinagógát tervezte: Baumhorn Lipót)[5]
- 1907–1908: zsinagóga, Pancsova[5]
- 1908 k.: lakóház, Arad, Srt. Vasile Alecsandri 6.[5][6]
- 1908 k.: lakóház, Arad, Srt. Gheorghe Cosbuc 4.[5]
- 1912: Fenyves-palota, Arad, Str. Octavian Goga 3.[7][8][9]
- 1912–1913: görög katolikus templom, Arad, Str. Eminescu (Codilla Sándorral közös munka)[10]

### Tervben maradt épületek, építmények
- 1907: Köztemető rendezése, Nagyszeben (II. díj)[5][11][12]

## Egyéb szakirodalom
- Klein Rudolf: Zsinagógák Magyarországon 1782–1918, TERC Kft., Budapest, 2011, ISBN 9789639968011
- Gabriel Szekely, Telkes Henrik și Fenyves Károly, doi arhitecți uitați ai  Timișoarei, Patrimonium-Banaticum-VII-2017, pag. 228; https://biblioteca-digitala.ro/reviste/Patrimonium-Banaticum/dl.asp?filename=Patrimonium-Banaticum-VII-2017.pdf